# Море Кораксе (Каљари)
Море Кораксе је насеље у Италији у округу Каљари, региону Сардинија.
Према процени из 2011. у насељу је живело 15 становника. Насеље се налази на надморској висини од 43 м.